# Lesley Mackie
Lesley Mackie (10 giugno 1951) è un'attrice e cantante inglese, attiva in campo teatrale, televisivo e cinematografico.
Nel 1986 ha vinto il Laurence Olivier Award alla migliore attrice in un musical per la sua performance nel ruolo di Judy Garland nel musical Judy. Ha recitato anche in altri musical, tra cui Piaf (1984), Bells Are Ringing (1987) e Brigadoon (1989).

## Filmografia parziale
- The Wicker Man, regia di Robin Hardy (1973)